# Njeru Githae

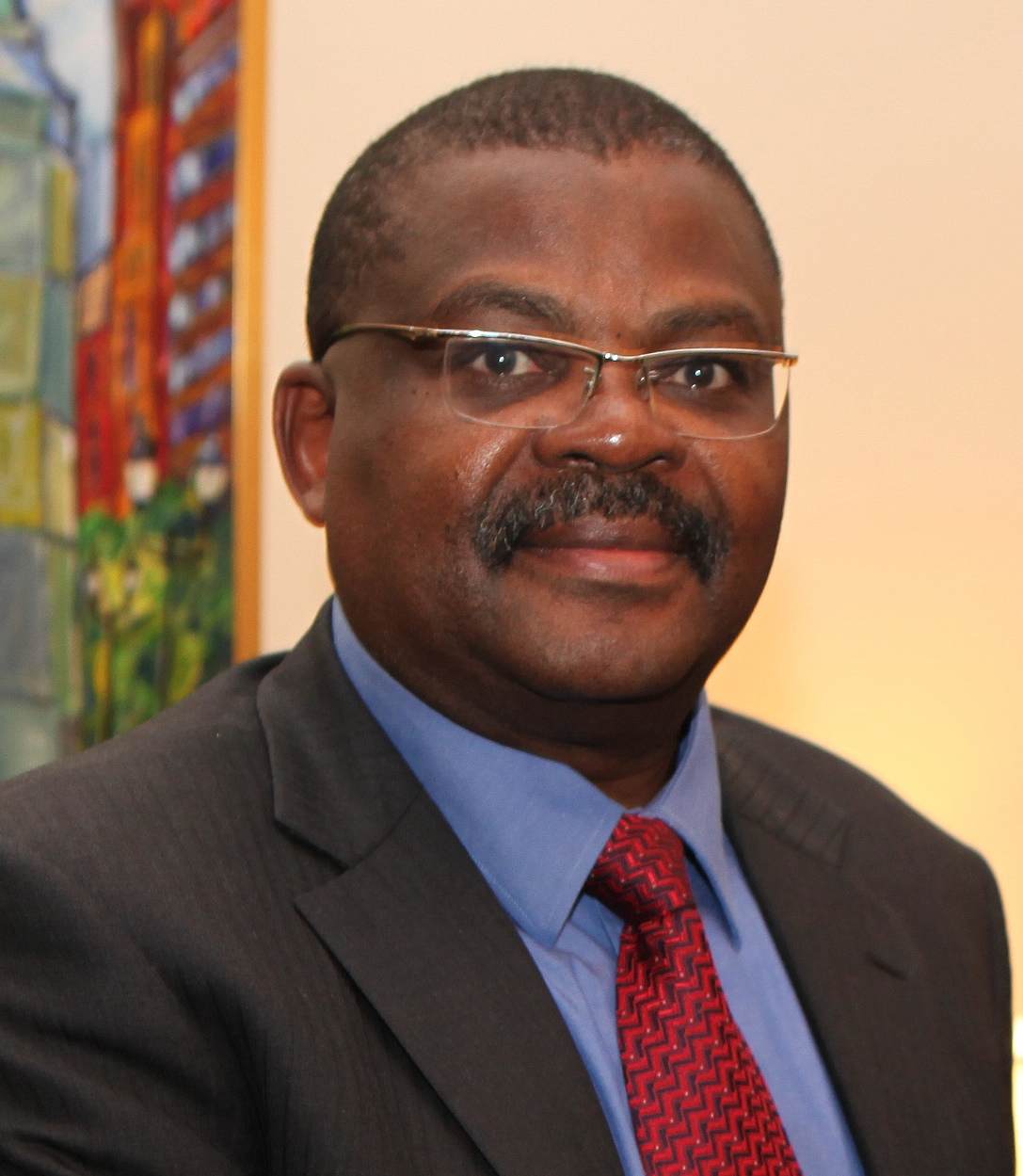
Robinson Njeru Githae

Robinson Njeru Githae (* 1957 in der Provinz Central) ist ein kenianischer Politiker und Diplomat.

## Leben
Robinson Njeru Githae besuchte zunächst von 1967 bis 1970 die Baricho Elementary School und im Anschluss von 1971 bis 1974 die Maseno National School in Maseno sowie zuletzt zwischen 1975 und 1976 die Kangaru National School. 1977 begann er ein Studium der Rechtswissenschaften an der University of Nairobi, das er 1980 mit einem Bachelor of Laws abschloss. Ein darauf folgendes postgraduales Studium der Rechtswissenschaften an der Kenya School of Law schloss er 1981 mit einem Diplom ab. Im Anschluss begann er seine berufliche Laufbahn 1981 als Vorstandssekretär der Diamond Trust Bank und wechselte anschließend von 1986 bis 1991 als Vorstandssekretär zur CFC Bank, ehe er zwischen 1991 und 2001 Geschäftsführer des Versicherers General Manager, Pan African Insurance Company Limited war.
Githae wurde bei den Wahlen vom 27. Dezember 2002 für die National Rainbow Coalition (NARC) erstmals zum Mitglied der Nationalversammlung gewählt und vertrat in dieser bis 2014 den Wahlkreis Ndia. Während der ersten Amtszeit von Staatspräsident Mwai Kibaki war er Vizeminister für Justiz und Verfassungsangelegenheiten. Er schloss sich der im September 2007 von Staatspräsident Kibaki gegründeten Party of National Unity (PNU) an. Während dessen zweiter Amtszeit war er zwischen 2007 und 2010 Vizeminister für Transport sowie Vizeminister für Kommunalverwaltung. 2010 übernahm er in der Regierung Kibaki das Amt als Minister für die Entwicklung der Metropolregion Nairobi. Nach dem Rücktritt von Uhuru Kenyatta am 26. Januar 2012 übernahm er zunächst kommissarisch das Amt als Finanzminister. Im Zuge einer Kabinettsumbildung wurde er am 26. März 2012 zum Finanzminister ernannt, während Sam Ongeri neuer Außenminister wurde. Er bekleidete das Amt des Finanzministers bis zum Ende von Kibakis Präsidentschaft am 9. April 2013.
Am 14. August 2014 wurde Njeru Githae vom neuen Staatspräsidenten Uhuru Kenyatta zum Außerordentlichen und Bevollmächtigten Botschafter in den USA ernannt. Seine ältere Schwester Eunice Muringo Kiereini war zwischen 1968 und 1986 als Chief Nursing Officer Leiterin des Staatlichen Krankenpflegedienstes, während eine weitere ältere Schwester die Schriftstellerin Micere Githae Mugo ist.
Seit Mai 2019 ist er Botschafter in Österreich und Ständiger Vertreter Kenias bei den internationalen Organisationen in Wien.